# Степанишин Борис Ількович
Бори́с І́лькович (Іллі́ч) Степани́шин  (3 квітня 1925, с. Ратичів, Томашівського повіту, Польща — 8 серпня 2004, Рівне) — український педагог, літературознавець, бібліограф, бібліографознавець, публіцист, громадський діяч, кандидат педагогічних наук (1975), професор. Лауреат Державної премії України в галузі науки і техніки (1995). Автор підручників та посібників з української літератури. Був головою Рівненської обласної організації «Просвіта» з 1991 по 1997.

## Біографія
Народився 3 квітня 1925 року у селі Ратичів (Томашівського повіту), на Холмщині. Учасник бойових дій у складі Радянської Армії з 1944 по 1947 рік.
Навчався у Львівському університеті імені Івана Франка з 1947 по 1952 рік. Потім з 1952 по 1971 працював вчителем української мови та літератури у школах Львівщини та Рівненщини. З 1964 р. - завідувач бібліографічного відділу Львівської обласної науково-педагогічної бібліотеки. З 1972 по 1982 рік був доцентом кафедри української літератури Рівненського державного педагогічного інституту ім. Д. З. Мануїльського. У 1975 році захистив кандидатську дисертацію за темою «Система самостійної роботи учнів з літератури та її вплив на ефективність навчального процесу».
У 1982 році за прояви «буржуазного націоналізму» звільнений з роботи і позбавлений усіх наукових ступенів та звань. У 1991 році поновлений на роботі у званні професора кафедри української літератури РДПІ.
У період перебудови брав активну участь у суспільнополітичному житті: у заходах Народного Руху, товариства «Просвіта», Товариства української мови ім. Т. Г. Шевченка.
Помер 8 серпня 2004 року після тривалої хвороби. Похований на рівненському міському цвинтарі.

## Нагороди
- Указом Президента України від 20 грудня 1995 року Борису Степанишину присуджена Державна премія України в галузі науки і техніки[4] за підручник «Українська література» для 9 класу[1][2].

## Пам'ять
- 2005 року рішенням Рівенської міської ради одній з нових вулиць міста була присвоєна назва «вулиця Бориса Степанишина»[1][2][5][6].